# Diego Rosa (wielrenner)
Diego Rosa (Alba, 27 maart 1989) is een Italiaans voormalig wegwielrenner in 2022 zijn carrière op de weg afsloot bij EOLO-Kometa. Van 2008 tot en met 2011 deed Rosa aan mountainbiken om vervolgens in 2012 over te stappen naar de weg. Na zijn afscheid in 2022 keerde hij terug op de mountainbike: ging marathons rijden en werd daarin in 2023 nationaal kampioen.

## Biografie
Rosa werd geboren in Alba, in de provincie Cuneo in het noordwesten van Italië. Diego Rosa specialiseerde zich in het mountainbiken waar hij tussen 2008 en 2011 wedstrijden reed voor het Giant Italia Team. In 2011 werd hij achtste op de wereldkampioenschappen mountainbiken in de categorie onder 23 in het Zwitserse Champéry.
In 2012 maakte Diego Rosa de overstap van het mountainbiken naar het wegwielrennen. In zijn eerste jaar als wegwielrenner stond hij onder contract bij Team Palazzago en won hij onder andere het algemeen klassement in de Ronde van Friuli-Venezia Giulia. Ook won hij in zijn eerste jaar het bergklassement in de Girobio. In 2013 maakte hij de overstap naar de Italiaanse continentale wielerploeg Androni Giocattoli. Voor Androni Giocattoli rijdend won hij het jongerenklassement in de Ronde van de Middellandse Zee 2013. Tevens nam hij deel aan de Ronde van Italië 2013.
In 2016 nam Rosa deel aan de wegwedstrijd op de Olympische Spelen in Rio de Janeiro, maar reed deze niet uit.
In 2023 werd Rosa nationaal kampioen in de marathon en won hij de marathon tijdens de Mythos Primiero Dolomiti. Hij werd tweede in de wereldbekermanche van Les Gets en vijfde in het eindklassement van de wereldbeker.

## Overwinningen
2012
3e etappe Ronde van Friuli-Venezia Giulia
Algemeen klassement Ronde van Friuli-Venezia Giulia
Bergklassement Girobio
2013
Jongerenklassement Ronde van de Middellandse Zee
2015
Milaan-Turijn
2016
5e etappe Ronde van het Baskenland
Bergklassement Ronde van het Baskenland
2017
Bergklassement Ronde van Polen
2018
Eindklassement Internationale Wielerweek
2023
 Italiaans kampioen marathon, Elite
XCM Mythos Primiero Dolomiti

## Resultaten in voornaamste wedstrijden
| Jaar | Ronde van Italië | Ronde van Frankrijk | Ronde van Spanje |
| ---- | ---------------- | ------------------- | ---------------- |
| 2013 | 23e              |                     |                  |
| 2014 | opgave           |                     |                  |
| 2015 | 23e              |                     | 20e              |
| 2016 |                  | 37e                 |                  |
| 2017 | 55e              |                     | 53e              |
| 2018 |                  |                     |                  |
| 2019 |                  |                     |                  |
| 2020 |                  | opgave              |                  |
| 2021 |                  |                     |                  |
| 2022 | 77e              |                     |                  |

| Jaar | Milaan-San Remo | Amstel Gold Race | Luik-Bast.‑Luik | Ronde van Lombardije | Waalse Pijl |  | Wereldranglijsten |
| ---- | --------------- | ---------------- | --------------- | -------------------- | ----------- |  | ----------------- |
| 2013 | 122e            |                  |                 | 29e                  |             |  |                   |
| 2014 | 66e             |                  |                 | 38e                  |             |  |                   |
| 2015 |                 | 57e              |                 | 5e                   |             |  | 71e (UWT)         |
| 2016 |                 | 22e              | 10e             | ↑                    | 20e         |  | 43e (UWT)         |
| 2017 |                 |                  | 79e             | 17e                  | 30e         |  | 183e (UWT)        |
| 2018 |                 |                  |                 | 86e                  |             |  |                   |
| 2019 |                 | 67e              |                 | opgave               | opgave      |  |                   |
| 2020 |                 |                  |                 |                      |             |  |                   |
| 2021 |                 |                  | 52e             |                      | 106e        |  |                   |
| 2022 | 46e             |                  |                 |                      |             |  |                   |

## Ploegen
- 2008 –  Giant Italia Team
- 2009 –  Giant Italia Team
- 2010 –  Giant Italia Team
- 2011 –  Giant Italia Team
- 2013 –  Androni Giocattoli-Venezuela
- 2014 –  Androni Giocattoli-Venezuela
- 2015 –  Astana Pro Team
- 2016 –  Astana Pro Team
- 2017 –  Team Sky
- 2018 –  Team Sky
- 2019 –  Team INEOS[a]
- 2020 –  Team Arkéa Samsic
- 2021 –  Team Arkéa Samsic
- 2022 –  EOLO-Kometa

Agnoli · Aru · Ayazbajev · Boom · Božič · Cataldo · De Vreese · Dyaçenko · Fominykh · Fuglsang · Groezdev · Guardini · Hryvko · Kamışev · Kangert · Landa · Loetsenko · López · Malacarne · Nibali · Qojatajev · Rosa · Sánchez · Scarponi · Taaramäe · Tiralongo · Tlewbajev · Vanotti · Westra · Zejts
Agnoli · Aru · Ayazbajev · Boom · Capecchi · Cataldo · De Vreese · Fominykh · Fuglsang · Groezdev · Guardini · Hryvko · Kamışev · Kangert · Loetsenko · López · Malacarne · Nibali · Ömirzaqov · Qojatajev · Rosa · Sánchez · Scarponi · Smukulis · Tiralongo · Tlewbajev · Vanotti · Westra · Zacharov · Zejts · Bïjigitov (stagiair) · Koelimbetov (stagiair)
Boswell · Deignan · Dibben · Doull · Elissonde · Froome · Geoghegan Hart · Gołaś · Seb. Henao · Ser. Henao · Intxausti · Kennaugh · Kiryjenka · Knees · Kwiatkowski · Landa · López · Moscon · Nieve · Poels · van Poppel · Puccio · Rosa · Rowe · Stannard · Thomas · Viviani · Wiśniowski
van Baarle · Basso · Bernal · Castroviejo · de la Cruz · Deignan · Dibben · Doull · Elissonde · Froome · Geoghegan Hart · Gołaś · Halvorsen · Seb. Henao · Ser. Henao · Intxausti · Kiryjenka · Knees · Kwiatkowski · Lawless · López · Moscon · Poels · Puccio · Rosa · Rowe · Sivakov · Stannard · Thomas · Wiśniowski
van Baarle · Basso · Bernal · Castroviejo · de la Cruz · Doull · Dunbar · Elissonde · Froome · Ganna · Geoghegan Hart · Gołaś · Halvorsen · Seb. Henao · Kiryjenka · Knees · Kwiatkowski · Lawless · Moscon · Narváez · Poels · Puccio · Rosa · Rowe · Sivakov · Sosa · Stannard · Swift · Thomas
Anacona · Barguil · Bonnamour · Boudat · Bouet · Bouhanni · Declercq · Delaplace · Gesbert · Grondin · Guernalec · Hardy · Jarrier · Le Roux · Ledanois · Louvel · McLay · Noppe · Owsian · Pichon · D. Quintana · N. Quintana · Riou · Rosa · Russo · Swift · Vachon · Welten · Lecamus-Lambert (stagiair) · Vauquelin (stagiair)
Albanese · Bais · Bevilacqua · Christian · Dina · Fancellu · Fedeli (vanaf 20/6) · Fetter · Fortunato · García · Gavazzi · Grávalos · Lonardi · Maestri · Á. Martín · D. Martín · Ravasi · Rivi · Ropero · Rosa · Sevilla · Viegas · Montoli (stagiair) · Muñoz (stagiair) · Pietrobon (stagiair)